# Andrew Mathers
André van Meurs (21 december 1987), bekend onder zijn artiestennaam Andrew Mathers, is een Nederlandse diskjockey en muziekproducent.
Van Meurs groeide op in Schipluiden. Hij begon op zijn veertiende jaar met het maken van muziek, en startte bij Speakers met het werken als diskjockey. In 2012 bracht hij zijn eerste plaat uit. Van Meurs draaide onder andere op LatinVillage. In het buitenland draaide hij onder andere in Marokko, Turkije, Portugal, Mauritius, Suriname en India.
De stijl van Van Meurs wordt omschreven als tech house met invloeden van latin.
Diverse artiesten hebben zijn nummers opgepikt, waaronder Claptone, Gregor Salto, Kryder, Solardo en Sunnery James & Ryan Marciano.
Op 19 september 2023 ondertekende Andrew Mathers een contract bij het platenlabel STMPD RCRDS

## Persoonlijk
André van Meurs is de broer van cabaretier René van Meurs.